# PTS (旅行会社)
株式会社PTSは、かつて東京都豊島区に本社を置いていたJTBグループの旅行会社。セゾングループの旅行会社として発足、発展してきたが、2003年にJTBグループとなった。クルーズやウエディング関連の旅行に力を入れていた。

## 概要
1959年に太平洋観光株式会社として設立され、2003年の資本再編によりJTBグループの一員となった。そして、旅行業と保険代理業の会社分割に伴い、2007年1月1日に社名を株式会社パシフィックツアーシステムズより株式会社PTSに変更し、事業持株会社となった。
JTBグループでありながらも、同グループ以外で企画した他社の旅行商品も多く、中立的な立場で販売をしている。また、JTBグループ傘下移行後もクレディセゾンからの出資は継続されている。以前は子会社のPTSトラベルナビを通じて西友・丸井・西武百貨店・そごうなどを中心とした大型商業施設内における営業所での店舗営業を中心としていたが、2013年10月1日、PTSトラベルナビを経営資源の統合と効率化及びさらなる事業価値の向上を目的に合併した。
2019年4月1日付で、JTBに吸収合併され解散した。

## 沿革
- 1959年（昭和34年）12月 - 太平洋観光株式会社として設立。
- 1973年（昭和48年）5月 - 株式会社ヴィーヴル発足。
- 1977年（昭和52年）9月 - 株式会社西武百貨店旅行事業部発足。
- 1978年（昭和53年）4月 - 株式会社西友旅行事業部発足。
- 1990年（平成2年）9月 - 株式会社ヴィーヴル、西武百貨店の旅行事業部と統合。
- 1992年（平成4年）1月 - セゾングループの旅行事業再編に伴い、株式会社パシフィックツアーシステムズに社名変更。
- 2000年（平成12年）以降 - そごう、長崎屋などに店舗を拡大。
- 2003年（平成15年）8月 - JTBグループに参加。
- 2004年（平成16年）6月 - マルイ旅行センターより事業譲受。
- 2006年（平成18年）11月 - 子会社として、株式会社PTSトラベルナビを設立。
- 2007年（平成19年）1月 - 株式会社PTSに社名変更。店舗事業・保険事業を分割し、株式会社PTSトラベルナビに継承。
- 2007年（平成19年）4月 - 《セゾン》カード・UCカード会員向け旅行サービス、「tabi」デスクを開設。
- 2007年（平成19年）6月7日 - プライバシーマークを取得。
- 2008年（平成20年）7月1日 - 「PTSトラベルナビ」外貨両替サービスを開始。
- 2009年（平成21年）4月 - パネルクイズ アタック25（朝日放送制作）優勝賞品「地中海クルーズ10日間の旅」提供開始。（2014年3月まで）
- 2013年（平成25年）10月 - PTSトラベルナビを合併。
- 2019年（平成31年）4月1日 - JTBに吸収合併され解散。